# Stenotarsus marginalis
Stenotarsus marginalis es una especie de coleóptero de la familia Endomychidae.

## Distribución geográfica
Habita en Guatemala y México.